# Good Riddance/Ensign
Good Riddance/Ensign is een split-ep van de Amerikaanse punkbands Good Riddance en Ensign. Het werd in 1997 uitgegeven door het label Orphaned Records. Good Riddance's "What We Have" was een van de zeven demo-opnames die zijn opgenomen voor het studioalbum A Comprehensive Guide to Moderne Rebellion, maar het album niet gehaald hebben. Deze demo's zijn gebruikt voor vier verschillende splitalbums die in 1996 en 1997 werden uitgegeven. "Salt", het tweede nummer van Good Riddance op dit album, is te horen op het derde studioalbum van de band; namelijk Ballads from the Revolution uit 1998.

## Nummers
Kant A (Good Riddance)
1. "What We Have" - 2:29
2. "Salt" - 1:49

Kant B (Ensign)
1. "Tourniquet"
2. "Where Did We Go Wrong"

## Muzikanten
Good Riddance
- Russ Rankin - zang
- Luke Pabich - gitaar
- Chuck Platt - basgitaar
- Sean Sellers - drums